# Luis Martín (gesuita)
Luis Martín García (Melgar de Fernamental, 19 agosto 1846 – Roma, 18 aprile 1906) è stato un gesuita spagnolo, Preposito Generale dell'ordine dal 2 ottobre 1892 alla morte.

## Biografia
Sacerdote dal 1876, fu rettore del seminario di Salamanca, poi superiore provinciale di Castiglia e vicario generale della Compagnia: dopo l'elezione al generalato venne colpito da un cancro che gli causò l'amputazione di un braccio. Valente predicatore, ha lasciato una notevole raccolta di omelie.